# Сент-Обен-д’Аркне
Сент-Обе́н-д’Аркне́ (фр. Saint-Aubin-d’Arquenay) — коммуна во Франции, находится в регионе Нижняя Нормандия. Департамент коммуны — Кальвадос. Входит в состав кантона Уистреам. Округ коммуны — Кан.
Код INSEE коммуны — 14558.

## Население
Население коммуны на 2010 год составляло 793 человека.
| 1962 | 1968 | 1975 | 1982 | 1990 | 1999 | 2010 |
| ---- | ---- | ---- | ---- | ---- | ---- | ---- |
| 264  | 326  | 403  | 504  | 567  | 633  | 793  |

## Экономика
В 2010 году среди 555 человек трудоспособного возраста (15—64 лет) 394 были экономически активными, 161 — неактивными (показатель активности — 71,0 %, в 1999 году было 72,2 %). Из 394 активных жителей работали 367 человек (192 мужчины и 175 женщин), безработных было 27 (11 мужчин и 16 женщин). Среди 161 неактивных 69 человек были учениками или студентами, 64 — пенсионерами, 28 были неактивными по другим причинам.